# Flavia Giulia Elena
Flavia Giulia Elena (in latino Flavia Iulia Helena; Drepanum, 248 circa – Treviri, 329) è stata Augusta dell'Impero romano, moglie “morganatica” dell'imperatore Costanzo Cloro e madre dell'imperatore Costantino I. I cristiani la venerano come sant'Elena Imperatrice.

## Biografia

### Origini e matrimonio con Costanzo
I dati biografici di questo personaggio sono piuttosto scarsi. Sembra fosse stata una greca nativa di Drepanum, in Bitinia, nel golfo di Nicomedia (nell'odierna Turchia); suo figlio Costantino rinominò infatti la città in Helenopolis ("città di Elena") in suo onore, cosa che ha condotto successive interpretazioni ad indicare Drepanum come luogo di nascita di Elena.

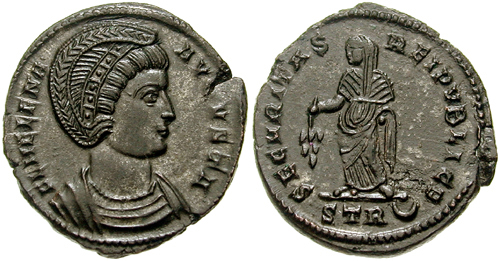
Follis coniato dalla zecca di Augusta Treverorum. Sul dritto, busto drappeggiato dell’imperatrice rivolto a destra, indossante il diadema; la scritta reca FL(avia) HELENA AVGVSTA. Sul rovescio la dea Securitas, a cui l’imperatrice è assimilata, rivolta verso sinistra, avente nella mano destra un ramo, raffigurata capite velato; la scritta reca SECVRITAS REI PVBLICAE.

Il vescovo e storico Eusebio di Cesarea, autore della Vita di Costantino, afferma che Elena aveva circa 80 anni dopo il suo ritorno dalla Palestina, riferendosi ad un viaggio avvenuto nel 326/328; Elena nacque dunque nel 248 o nel 250. Le fonti del IV secolo, che seguono il Breviarium ab Urbe condita di Eutropio, affermano che era di bassa condizione sociale. Aurelio Ambrogio è il primo a chiamarla stabularia, un termine traducibile come figlia di un oste pagano, o come "albergatrice" (che tiene osteria e annessa stalla). Nell'uso di Ambrogio si tratta di una virtù, in quanto il vescovo di Milano la definisce una bona stabularia, "buona locandiera". Altre fonti, specie quelle scritte dopo l'elevazione al trono imperiale di Costantino, ignorano la sua condizione sociale.
Non è noto quando Elena incontrò il suo futuro compagno, Costanzo Cloro. Lo storico Timothy Barnes ha suggerito che l'incontro ebbe luogo quando Costanzo, all'epoca al servizio dell'imperatore Aureliano, era stazionato in Asia minore per la campagna contro il Regno di Palmira; Barnes pone l'attenzione su di un epitaffio ritrovato a Nicomedia e riguardante uno dei protectores domestici dell'imperatore, un possibile indizio della presenza di Aureliano in Bitinia poco dopo il 270.
L'esatta natura legale del loro legame è sconosciuta. Le fonti non sono concordi su questo punto, alle volte chiamando Elena "moglie" di Costanzo e altre volte si riferiscono a lei come "concubina". Girolamo, forse confuso dalla terminologia vaga delle sue fonti, si riferisce a lei in entrambi i modi. Alcuni studiosi sostengono che i due genitori di Costantino fossero legati da un matrimonio de facto, non riconosciuto dalla legge, altri affermano si trattasse di un matrimonio in piena regola, in quanto le fonti che sostengono questo tipo di relazione sono le più affidabili. Elena diede alla luce Costantino nel 274. Nel 293 Costanzo dovette lasciare Elena per volere di Diocleziano e sposare la figliastra dell'imperatore Massimiano, Teodora, allo scopo di cementare con un matrimonio dinastico l'elevazione di Costanzo a cesare di Massimiano all'interno della tetrarchia.

### Elena Augusta
Elena non si risposò, e visse lontana dalle corti imperiali, sebbene fosse vicina a Costantino, che per lei aveva un affetto particolare. Costantino fu proclamato imperatore nel 306, dopo la morte di Costanzo. È probabile che in questo periodo Elena abbia seguito il figlio. Inizialmente Costanzo pose la sua capitale a Treviri: qui si trova il palazzo imperiale con un affresco in cui forse è raffigurata Elena; inoltre esiste una tradizione medioevale su Elena nella zona intorno all'antica capitale romana. Successivamente Costantino si stabilì a Roma: qui la presenza di Elena è legata al fundus Lauretus, nella zona sud-orientale della città antica, dove sorse il palatium Sessorianum, la chiesa dei Santi Marcellino e Pietro a lei riconducibile, con l'annesso mausoleo di Elena in cui fu poi sepolta. Elena godette dell'ascesa al potere del figlio, che nel 324 la onorò del titolo di augusta; in suo nome furono coniate pure molte monete, in cui Elena era la personificazione della Securitas ("sicurezza") dello stato.

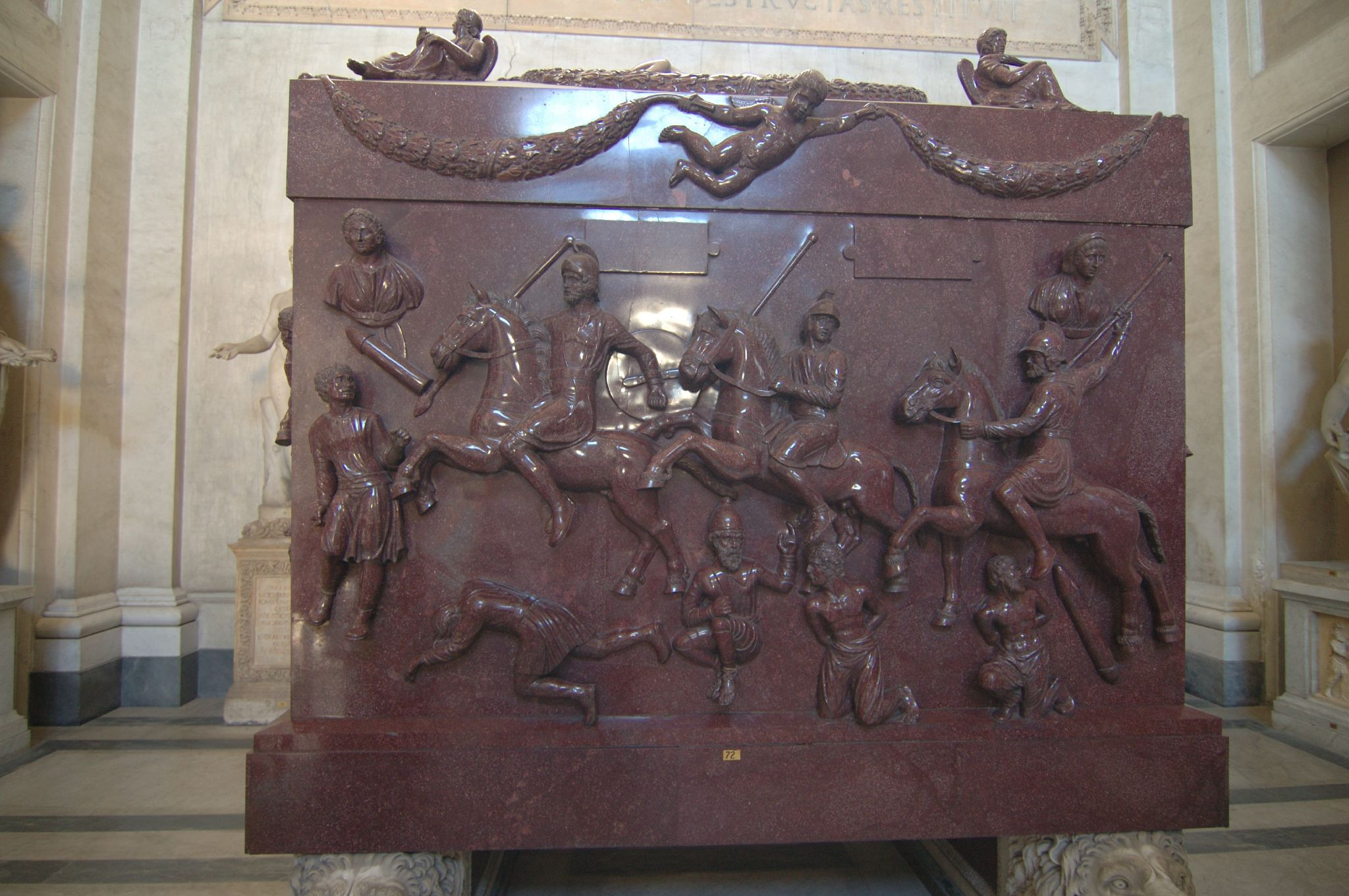
Sarcofago in porfido rosso di Elena, dal suo mausoleo e ora nei Musei Vaticani.
Per le scene militari presenti sui lati, si ritiene fosse stato scolpito per il figlio Costantino I.

Esiste una tradizione medievale leggendaria, legata all'Actus Sylvestri, che la vuole simpatizzante per gli ebrei o ebrea, ma si tratta di una versione non condivisa dagli storici moderni. Dopo l'avvicinamento di Costantino al cristianesimo, anche Elena si convertì alla religione orientale: secondo Eusebio fu Costantino stesso a convertirla. È possibile che fosse vicina alle posizioni dell'arianesimo.
Nel 327-328, dopo una serie di sanguinose purghe decise da Costantino all'interno della corte imperiale, che colpirono i suoi più stretti familiari, Elena, forse delusa dal figlio, partì per un viaggio nelle province orientali dell'impero. Questo viaggio è descritto da Eusebio, il quale ne fa un pellegrinaggio in Terra santa sui luoghi della passione di Gesù, con atti di pietà cristiana da parte dell'augusta e costruzione di chiese nei luoghi citati dai Vangeli. È però possibile che vi fosse anche un significato politico, assieme a quello religioso, in quanto il favore di Costantino verso il cristianesimo, le sue riforme religiose anti-pagane, la sostituzione di ufficiali pagani con altri cristiani, nonché, probabilmente, la morte del figlio Crispo e della moglie Fausta ordinate dall'imperatore, gli avevano fatto perdere il favore delle popolazioni orientali.
Nel tardo 328 o nel 329 Elena morì, con Costantino al suo fianco, dunque verosimilmente a Treviri. Fu però sepolta nel mausoleo di Elena, collegato alla chiesa dei Santi Marcellino e Pietro, al di fuori delle mura di Roma; il suo sarcofago in porfido è conservato ai Musei Vaticani e, per le tematiche militari che vi sono raffigurate, si ritiene fosse inizialmente stato preparato per il figlio Costantino.

## Agiografia e culto

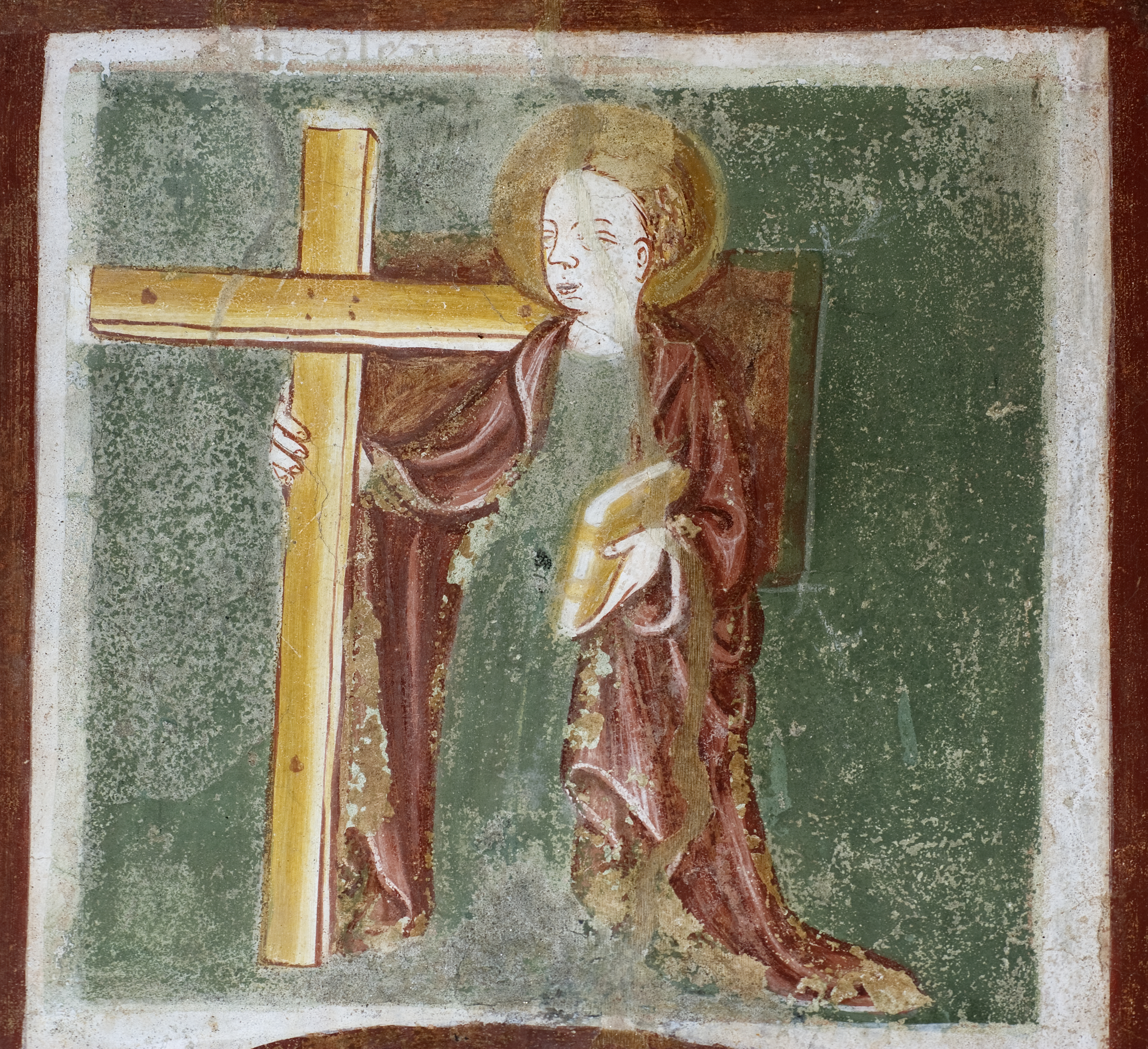
Una raffigurazione tardogotica della santa di inizio XV secolo, a Garbagna Novarese

È festeggiata dalla Chiesa cattolica il 18 agosto, ed il 21 maggio dalla Chiesa ortodossa, come sant'Elena Imperatrice insieme al figlio san Costantino imperatore. Il 3 maggio è venerata a Frosinone, mentre il 14 settembre a Quartu Sant'Elena. Nell'iconografia dei santi è sempre raffigurata con in mano o al fianco la croce di Cristo.
La storia delle sue reliquie è incerta. Due anni dopo la sepoltura a Roma, il corpo di Elena fu trasferito da Costantino a Costantinopoli e posto nel mausoleo che l'imperatore aveva preparato per sé. Da questo momento le notizie discordano; una prima ipotesi prevede che nell'840 il presbitero Teogisio trasferì le reliquie in Francia nell'abbazia di Saint-Pierre d'Hautvillers (Arcidiocesi di Reims); secondo una seconda ipotesi, le reliquie furono trasferite nel 1140 da papa Innocenzo II nella basilica di Santa Maria in Aracoeli; infine, secondo una terza ipotesi, i resti furono portati a Venezia nella chiesa di Sant'Elena dal canonico Aicardo nel 1212. A Treviri si conserva come reliquia il capo di sant'Elena.

### Ritrovamento della croce

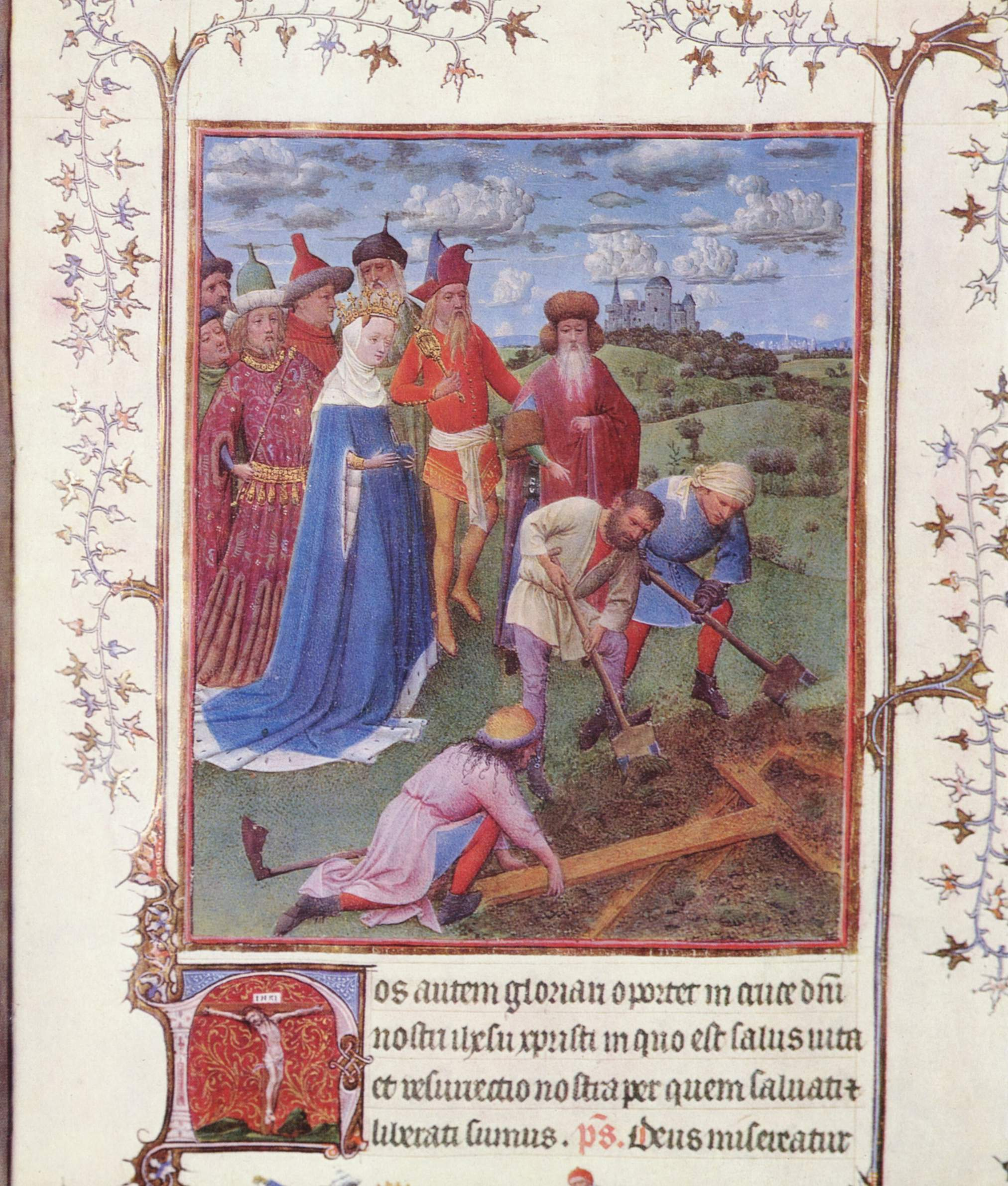
Ritrovamento della vera croce, Jan van Eyck.

Elena è legata, nella tradizione cristiana, al suo presunto ritrovamento della «Vera croce», il patibolo su cui morì Gesù, in occasione del suo viaggio in Palestina. Non è certo che fu Elena a scoprire la presunta reliquia, ma il fatto che Eusebio di Cesarea abbia descritto il suo viaggio in Oriente come un pellegrinaggio, e quindi abbia attestato la presenza di Elena a Gerusalemme per edificare la Chiesa del Santo Sepolcro, fece probabilmente collegare la madre del primo imperatore romano cristiano al ritrovamento della reliquia.
Poiché vi sono diverse attestazioni del culto della reliquia della croce nella basilica del Santo Sepolcro a Gerusalemme nel secondo quarto del IV secolo, la leggenda del suo ritrovamento da parte di Elena dovette nascere in quel periodo e diffondersi molto rapidamente. È verosimile che costruendo la basilica costantiniana del Santo Sepolcro sul luogo del Calvario siano emersi resti dei pali usati per le crocifissioni romane e che all'inizio vi fosse incertezza se alcuni di essi fossero i resti della croce di Cristo. Un secolo dopo però la reliquia della croce a Gerusalemme è venerata ufficialmente, come testimonia il diario della pellegrina Egeria. Ci sono tre versioni del ritrovamento della reliquia: una in cui la scoperta è da attribuirsi alla sola Elena, una in cui il ritrovamento fu effettuato da una presunta imperatrice del I secolo, Protonike, e una in cui Elena avrebbe ricevuto aiuto dall'ebreo Giuda, poi convertitosi e battezzato Ciriaco (Kyriakos). Fu quest'ultima versione ad avere maggior successo, probabilmente per la sua vena anti-giudaica.
Nella basilica di Santa Croce in Gerusalemme, a Roma, costruita sul palatium Sessorianum appartenuto ad Elena, sono custodite delle reliquie che sarebbero state portate da Elena dalla Palestina, secondo la tradizione; oltre alla croce, infatti, Elena avrebbe trovato la croce di uno dei due ladroni, la spugna imbevuta d'aceto, parte della corona di spine, un chiodo della croce nonché il titulus crucis.
Per la sua ricerca dei luoghi della vita di Gesù, è di fatto ritenuta la prima archeologa cristiana e, anche per questo, è stata proclamata patrona degli archeologi.

## Leggende

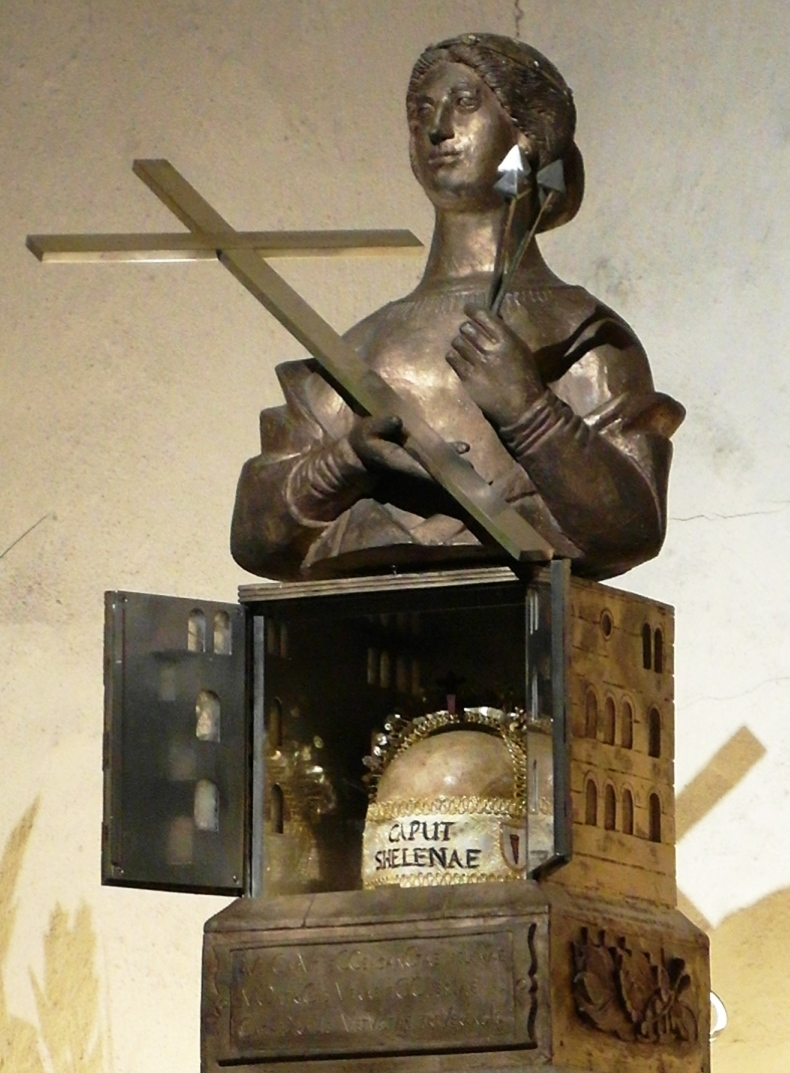
Reliquiario del capo di Elena
nella cripta della cattedrale di Treviri.

Nel folklore del Regno Unito esiste una leggenda tarda, menzionata da Enrico di Huntingdon, ma resa famosa da Goffredo di Monmouth, secondo la quale Elena era la figlia del re della Britannia, Coel Hen di Camulodunum, il quale si sarebbe alleato con Costanzo Cloro per evitare ulteriori guerre tra i Britanni e i Romani. Goffredo aggiunge che Elena fu educata come una regina, in quanto non aveva fratelli che potessero ereditare il trono di Britannia.
La fonte di Enrico e Goffredo potrebbe essere stato Sozomeno, il quale, però, non afferma che Elena fosse una britanna, sebbene affermi nella sua Storia ecclesiastica che suo figlio Costantino I si convertì al cristianesimo sull'isola.
Non vi sono altre prove di un legame tra Elena e la Gran Bretagna; la leggenda potrebbe essere nata da una confusione con un'altra sant'Elena della tradizione celtica e britanna, Elen Lwyddog, moglie di un usurpatore romano successivo, Magno Massimo.
La leggenda che vuole Elena di origini e di natali britannici, ha offerto lo spunto per le vicende narrate da Marion Zimmer Bradley in collaborazione con Diana L. Paxson nel romanzo dal titolo La sacerdotessa di Avalon (2000), il quarto del Ciclo di Avalon.
La stessa Elen figlia di re Cel, moglie di Costanzo Cloro e madre di Costantino è la protagonista del romanzo L'albero della vita di Louis de Wohl.